# NGC 2145
NGC 2145 ist ein offener Sternhaufen im Sternbild Dorado in der Großen Magellanschen Wolke.
Das Objekt wurde am 12. November 1836 von John Herschel entdeckt.